# متحف ذكرى الهولوكوست بالولايات المتحدة
متحف ذكرى الهولوكوست بالولايات المتحدة (بالإنجليزية: United States Holocaust Memorial Museum)، يختصر يو إس إتش إم إم (USHMM)، هو متحف تذكاري بالعاصمة الأمريكية واشنطن، وتهدف المتحف للمجتمع الأمريكي والدولي بتذكير محرقة اليهود (هولوكوست) وغيرها من القضايا القديمة والجديدة، وتوفر المتحف كل أنواع الوسائل الإعلامية مثل التدريس وعرض معلومات موثقة عن الإبادة الجماعية وغيرها.